# Marthe Bréga
Marthe Bréga (née Marthe Poidlouë le 13 février 1899 à Brest et morte le 15 octobre 1990 à Paris 13e) est une cantatrice, résistante et pilote française. Elle est la sœur de Charles Poidlouë. 

## Biographie
En 1926, elle épouse Maurice Jaubert, leur témoin est Maurice Ravel. 
Marthe Bréga est membre de la Société des auteurs et compositeurs dramatiques. 
Résistante, elle appartient au réseau Brutus. Elle reçoit la Médaille de la Résistance en 1945. 

## Théâtre
- 1923 : La Jalouse, au Théâtre du Grand-Guignol, de Michel Bréga (pseudonyme de Marthe Bréga) et Georges Hoffmann[7] ;
- 1934 : Madame Favart, opéra-comique en trois actes d'Alfred Duru et Henri Chivot, musique de Jacques Offenbach[8] ;
- 1937 : Les Invités, opéra en un acte de Jean-Victor Pellerin, musique de Tibor Harsányi[9] ;
- 1937 : La Véridique Histoire du docteur, de Serge Aubert, musique de Maurice Thiriet[10].

## Musique
- 1927 : concert à la salle Pleyel[11] ;
- 1927 : concert Walther Straram[12] ;
- 1931 : concerts Capelle[13] ;
- 1937 : concert symphonique de Musique française[14] ;
- 1938 : Les contes d'Andersen[15] ;
- 1940 : concerts dans la salle des Archives Internationales de la Danse[16].

## Cinéma
- 1936 : La Vie parisienne de Robert Siodmak : Gabrielle, la gantière[17].